# Vitmaskad busktörnskata
Vitmaskad busktörnskata (Malaconotus monteiri) är en fågel i familjen busktörnskator inom ordningen tättingar.

## Utseende och läten
Vitmaskad busktörnskata är en stor (25 cm) törnskatelilnande fågel med grönt, gult och grått i fjäderdräkten. Huvudet är grått, undersidan klargul, vingarna gulfläckade och manteln grön. Jämfört med grönbröstad busktörnskata är den mycket ljusare. Den har även kraftigare näbb och en tydlig vit ögonring. Lätet består av en serie sorgsamma visslingar, likt grönbröstad busktörnskata men kortare och bestående av fem, ej tre toner.

## Utbredning och systematik
Vitmaskad busktörnskata förekommer i två skilda områden Centralafrika. Dessa populationer delas in i två underarter enligt följande:
- Malaconotus monteiri perspicillatus – förekommer i bergen i Kamerun (återupptäckt 1992)
- Malaconotus monteiri monteiri – förekommer i nordvästra Angola (senaste fynd 1954)

## Status
IUCN kategoriserar arten som nära hotad.

## Namn
Fågelns vetenskapliga artnamn hedrar Joaquim João Monteiro (1833-1878), portugisisk gruvingenjör och samlare av specimen i Angola 1858-1875.